# 3. skupina
Mezi prvky 3. skupiny periodické tabulky prvků patří skandium (Sc) a yttrium (Y). Pokud se týká dalších prvků, existuje několik vzájemně odlišných přístupů na zařazení prvků do skupiny:
- Tradiční přístup doplňuje skupinu o lanthan (La) a aktinium (Ac). Prvky bloku f pak rozdělují blok d na první sloupec a zbývajících 9 sloupců. Elektronová konfigurace valenční elektronové slupky je na základě tohoto přístupu ns2 (n-1)d1.

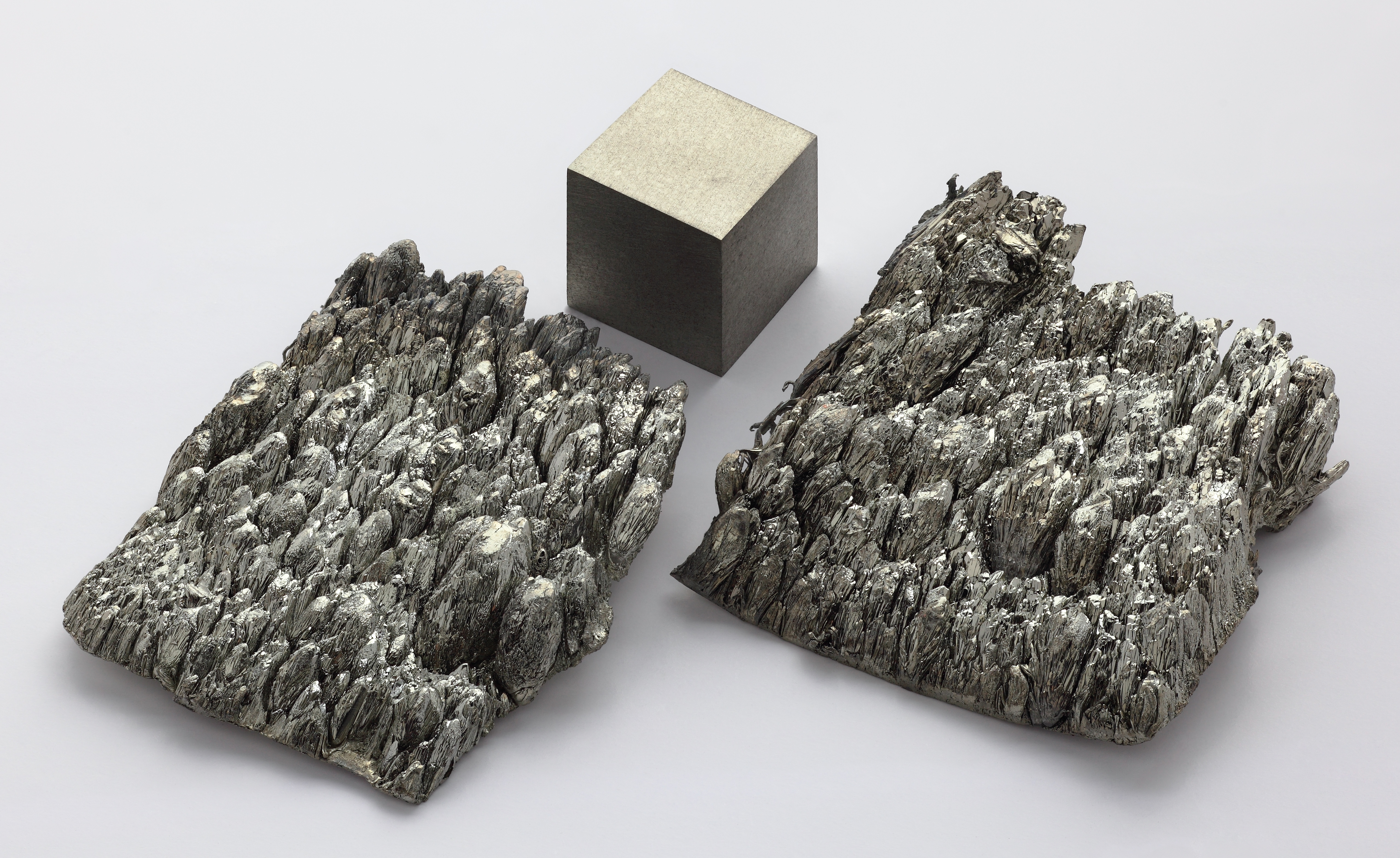
Skandium

- SkandiumJiný přístup doplňuje skupinu o lutecium (Lu) a lawrencium (Lr) a předpokládá konfiguraci (počínaje 6. periodou) s plně zaplněným blokem f: ns2 (n-2)f14 (n-1)d1. Blok d pak zůstává celistvý.
- Další přístup klade do 3. skupiny všechny (15) lanthanoidy i všechny (15) aktinoidy (např. i IUPAC Periodická tabulka prvků[1] či Červená kniha IUPAC[2]).

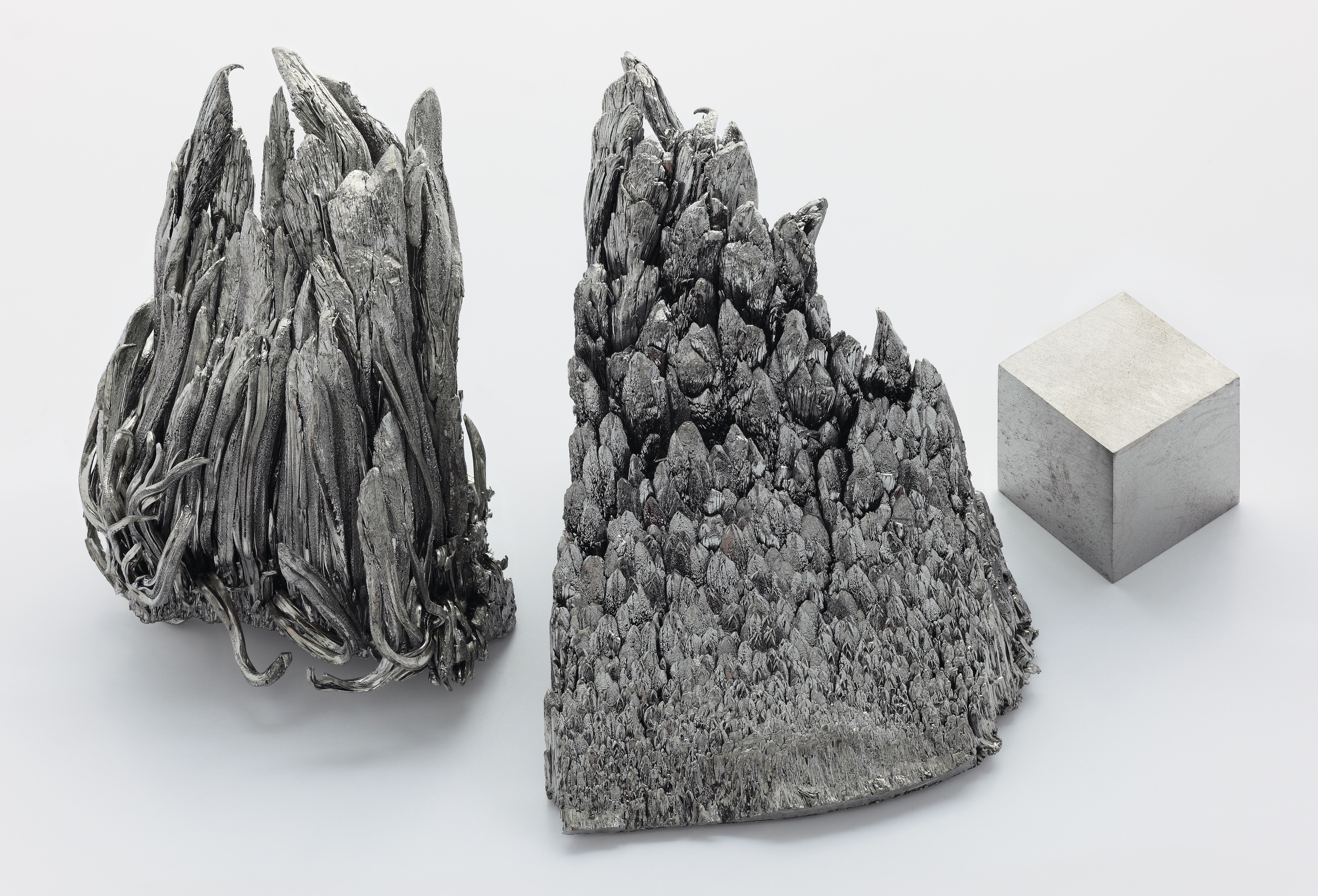
Yttrium

- YttriumHistorický přístup nazývá 3. skupinu vzácné zeminy, prvky vzácných zemin nebo kovy vzácných zemin. Zahrnuje skandium, yttrium a všechny lanthanoidy. Vzácné zeminy byly objeveny hlavně jako složky minerálů a první bylo objeveno gadolinium v roce 1787 ve Švédsku.

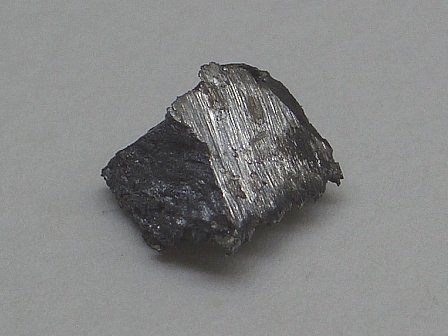
Lanthan

O kladech a záporech jednotlivých přístupů se vedou odborné diskuse, argumentuje se fyzikálními (stavba atomového obalu) i chemickými vlastnostmi (oxidační stavy apod.). Nová experimentální data k elektronové konfiguraci aktinoidů (teoretické úvahy jsou silně ovlivněné relativistickými efekty) oslabily signifikantnost formálních argumentů založených na tvaru periodické tabulky (nově určená elektronová konfigurace lawrencia [Rn]7s25f146d07p1 nabourává argumenty vycházející z celistvosti bloku d). IUPAC nestanovila jednotný přístup.

## Vlastnosti
- Všechny prvky této skupiny mají obdobné fyzikální vlastnosti – jsou to měkké kovy s výbornými magnetickými vlastnostmi.
- Patří mezi přechodné kovy, jsou elektropozitivní a vytvářejí sloučeniny v oxidačním čísle III.
- Jejich sloučeniny nejsou barevné ani paramagnetické, čímž se odlišují od ostatních přechodných kovů.

## Etymologie
Prvky 3. skupiny periodické tabulky prvků, přesněji skandium, yttrium a všechny lanthanoidy, se také nazývají kovy vzácných zemin. Některé tyto prvky jsou pojmenovány po vědcích, kteří je objevili nebo objasnili jejich elementární vlastnosti. Některé jsou pojmenovány po geografických místech, kde byly objeveny.
| Atomové číslo | Symbol | Název      | Etymologie |
| ------------- | ------ | ---------- | --- |
| 21            | Sc     | Skandium   | Podle Skandinávie, kde bylo objeveno.                                                                               |
| 39            | Y      | Yttrium    | Podle vesnice Ytterby ve Švédsku, kde byla objevena první ruda vzácných zemin.                                      |
| 57            | La     | Lanthan    | Z řeckého lanthanein, což znamená být skrytý.                                                                       |
| 58            | Ce     | Cer        | Po trpasličí planetě Ceres, pojmenované po římské bohyni plodnosti a úrody Ceres.                                   |
| 59            | Pr     | Praseodym  | Z řeckého prasios, což znamená pórově zelený, a didymos, což znamená dvojče.                                        |
| 60            | Nd     | Neodym     | Z řeckého neos, což znamená nový, a didymos, což znamená dvojče.                                                    |
| 61            | Pm     | Promethium | Po titánovi Prométheovi, který přinesl oheň smrtelníkům.                                                            |
| 62            | Sm     | Samarium   | Po Vasiliji Samarském-Bychovcovi (1803–1870), na počest důlnímu inženýrovi, který přispěl k výzkumu vzácných zemin. |
| 63            | Eu     | Europium   | Po evropském kontinentu.                                                                                            |
| 64            | Gd     | Gadolinium | Po Johanu Gadolinovi (1760–1852), na počest jeho výzkumu vzácných zemin.                                            |
| 65            | Tb     | Terbium    | Podle vesnice Ytterby ve Švédsku.                                                                                   |
| 66            | Dy     | Dysprosium | Z řeckého dysprositos, což znamená těžko získat.                                                                    |
| 67            | Ho     | Holmium    | Z latinského Holmia, název pro Stockholm, rodné město jednoho z jeho objevitelů.                                    |
| 68            | Er     | Erbium     | Podle vesnice Ytterby ve Švédsku.                                                                                   |
| 69            | Tm     | Thulium    | Po mytologické severní zemi Thule.                                                                                  |
| 70            | Yb     | Ytterbium  | Podle vesnice Ytterby ve Švédsku.                                                                                   |
| 71            | Lu     | Lutecium   | Z latinského Lutetia, název pro Paříží, rodné město jednoho z jeho objevitelů.                                      |

## Historie

### Objevy v minerálech
- Vzácné zeminy byly objeveny hlavně jako složky minerálů při těžbě hornin již v 18. století.
- Yttrium bylo objeveno v roce 1794 finským chemikem Johanem Gadolinem a poprvé bylo v čisté formě izolováno Friedrichem Wöhlerem roku 1828. Název získalo podle obce Ytterby u Stockholmu, kde geolog Carl Axel Arrhenius nalezl v roce 1787 do té doby neznámý nerost, který poslal Gadolinovi k prozkoumání. Obdobně dostalo název i ytterbium, terbium a erbium.
- Minerál, který Gadolin zkoumal a objevil v něm yttrium, byl v roce 1800 pojmenován gadolinit-(Y). Přípona -(Y) ukazuje na převahu yttria ve sloučenině. Příbuzný minerál je gadolinit-(Ce).
- Také prvek gadolinium a jeho oxid gadolinia byly svými objeviteli pojmenovány po Gadolinovi.
- V roce 1794 byl minerál z Bastnäs nalezený poblíž Riddarhyttanu ve Švédsku, který byl považován za železo-wolframový minerál, prozkoumán Jönsem Jacobem Berzeliem a Wilhelmem Hisingerem. V roce 1803 získali bílý oxid a nazvali ho ceria.
- Martin Heinrich Klaproth nezávisle objevil stejný oxid a nazval ho ochroia.
- Trvalo dalších 30 let, než vědci zjistili, že v rudách s obsahem ceria a yttria jsou další prvky. Bránila tomu podobnost chemických vlastností kovů vzácných zemin, která ztěžovala jejich separaci.
- V roce 1839 Carl Gustav Mosander, asistent Berzelia, oddělil cer zahřátím dusičnanu a rozpuštěním produktu v kyselině dusičné. Oxid rozpustné soli nazval lanthana. Trvalo mu další tři roky, než získal čistý lanthan.
- Mosander se postupně stal objevitelem prvků lanthan (1839), erbium (1843) a terbium (1843). Prvek dávající žlutý peroxid nazval erbium. Prvek dávající růžové soli nazval terbium.
- V roce 1839 byl k dispozici další zdroj vzácných zemin. Jednalo se o minerál podobný gadolinu nazývaný uranotantalum. Nyní je nazývaný samarskit a je to radioaktivní minerální řada vzácných zemin, například samarskite-(Y) a samarskit-(Yb). Minerál obsahuje oxidy směsi prvků, jako je yttrium, ytterbium, železo, uran, thorium, vápník, niob a tantal. Tento minerál z Miass v jižním pohoří Ural byl zdokumentován Gustavem Rosem.
- V roce 1842 dosáhl počet známých prvků vzácných zemin šesti: yttrium, cer, lanthan, dysprosium, erbium a terbium.

### Objevy pomocí spektroskopie
- V roce 1879 švýcarský chemik Marc Delafontaine použil nový fyzikální proces optické plamenové spektroskopie a objevil několik nových spektrálních čar v tehdy známém minerálu didym. Nyní víme, že to byla směs praseodymu a neodymu.
- V roce 1879 Paul Émile Lecoq de Boisbaudran izoloval nový prvek samarium z minerálu samarskit.
- V roce 1886 oddělil samarium Lecoqem de Boisbaudran a podobný výsledek získal Jean Charles Galissard de Marignac přímou izolací z samarskitu.
- Mezi lety 1886 a 1901 přinesla spektroskopická analýza samaria, yttria a samarskitu Williamem Crookesem, Lecoqem de Boisbaudranem a Eugène-Anatole Demarçayem několik nových spektrálních čar, které naznačovaly existenci neznámého prvku. Frakční krystalizací oxidů pak v roce 1901 bylo objeveno europium.
- Začátkem 20. století byl přesný počet prvků vzácných zemin velmi nejasný a maximální počet byl odhadnut na 25. Použití rentgenových spekter získaných pomocí nové metody rentgenové krystalografie Henrym Gwynem Jeffreysem Moseleym umožnilo přiřadit prvkům atomová čísla. Moseley zjistil, že přesný počet lanthanoidů musí být 15. Předpověděl tak objev prvku s atomovým číslem 61. Jednalo se o promethium, radioaktivní prvek, jehož nejstabilnější izotop má poločas rozpadu pouhých 18 let.